# The Knack
The Knack byla americká novovlná skupina z Los Angeles v Kalifornii, kterou nejvíce proslavila píseň "My Sharona", která se stala mezinárodním hitem v roce 1979.

## Diskografie

### Studiová alba
- 1979: Get The Knack #1 (6 weeks) US, #65 UK 2x Platinum
- 1980: ...But the Little Girls Understand #15 US Gold
- 1981: Round Trip #93 US
- 1991: Serious Fun
- 1998: Zoom
- 2001: Normal as the Next Guy
- 2003: Re-Zoom (Zoom s bonusovými písněmi)